# تله‌پاتی (ترانه کالی اوچیس)
«تله‌پاتی» (به انگلیسی: telepatía) ترانه‌ای از خوانندهٔ آمریکایی کالی اوچیس می‌باشد که در ۱۸ نوامبر سال ۲۰۲۰ به‌عنوان ترانه‌ای از دومین آلبوم استودیویی وی تحت عنوان بی‌باک (از عشق و دیگر شیاطین) منتشر کردید. پس از دست یافتن «تله‌پاتی» به شهرت در شبکهٔ اجتماعی تیک‌تاک در ۲۶ فوریهٔ سال ۲۰۲۱، این ترانه به سومین تک‌آهنگ آلبوم تبدیل شد. اوچیس برای این ترانه از دورآگاهی و توانایی برقراری ارتباط معنوی با کسی نمی‌توانست با او در رابطه باشد، الهام گرفته‌است.